# Maria Nartonowicz-Kot

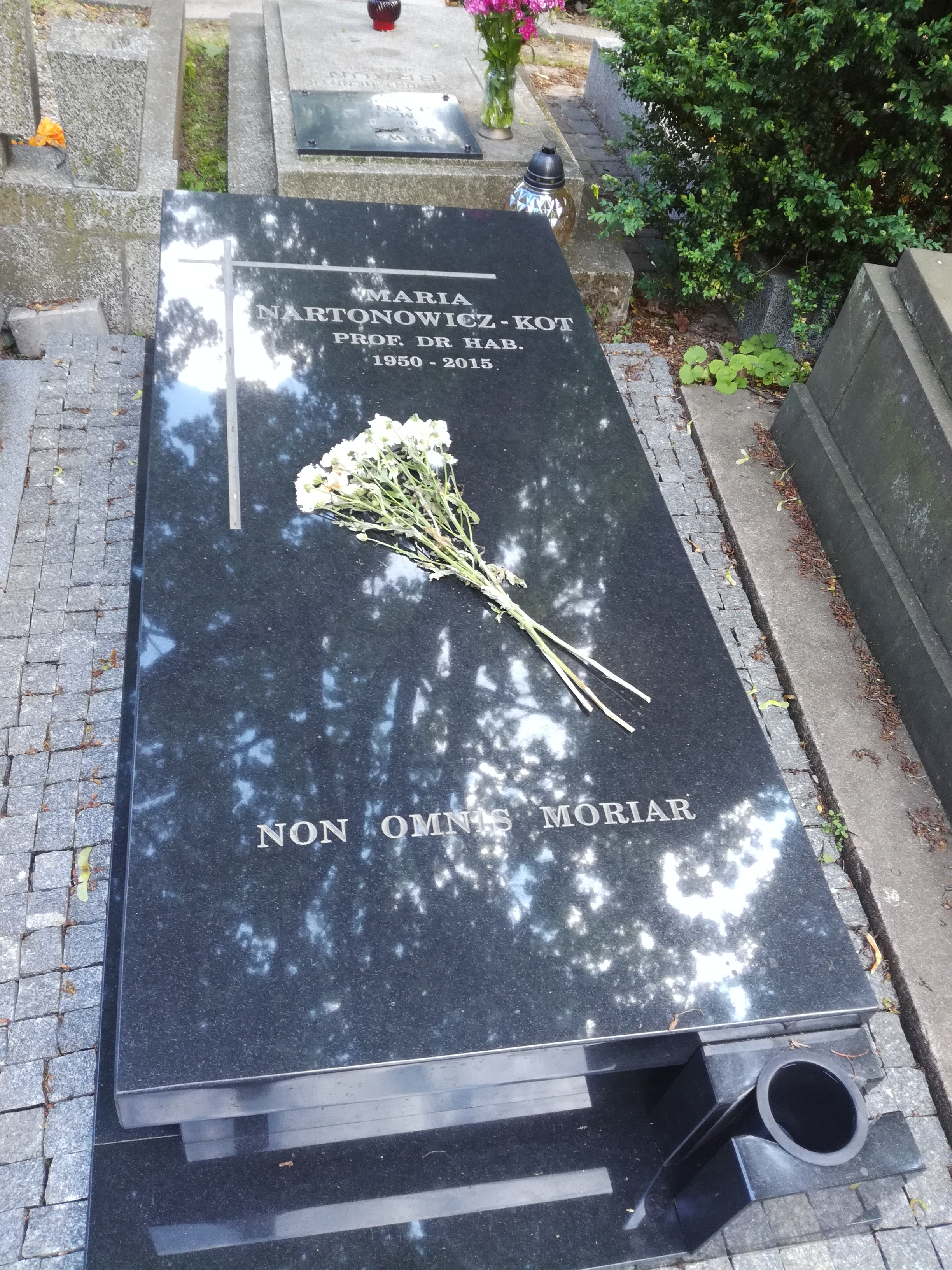
Grób Marii Nartonowicz-Kot na Starym Cmentarzu w Łodzi

Maria Nartonowicz-Kot, (ur. 23 stycznia 1950 w Tomaszowie Mazowieckim, zm. 26 listopada 2015 w Łodzi) – historyk, nauczyciel akademicki, profesor Uniwersytetu Łódzkiego, dyrektor Instytutu Historii UŁ, członek Polskiego Towarzystwa Historycznego, redaktor czasopisma naukowego Rocznik Łódzki. 

## Życiorys
W rodzinnym mieście uczęszczała do szkoły podstawowej i średniej. Po zdaniu matury w I Liceum Ogólnokształcącym im.Jarosława Dąbrowskiego w Tomaszowie Mazowieckim (1968), studiowała historię na Wydziale Historyczno-Filozoficznym Uniwersytetu Łódzkiego. Studia ukończyła w 1973 z wyróżnieniem. Od tamtej pory pracowała w Zakładzie Historii Najnowszej Instytutu Historii UŁ. Doktorat (1982) na podstawie dysertacji pt. Polityka i działalność kulturalna samorządu łódzkiego w latach 1919–1939. Habilitacja (1993) na podstawie rozprawy pt. Polski ruch socjalistyczny w Łodzi w latach 1927–1939. Autorka haseł w Słowniku biograficznym działaczy polskiego ruchu robotniczego. W pracy naukowej sięgała niekiedy do tematyki regionalnej, związanej z rodzinnym Tomaszowem. 
Zmarła 26 listopada 2015 (pochowana 1 grudnia 2015 na cmentarzu rzymskokatolickim pw. św. Józefa przy ul. Ogrodowej 39 w Łodzi).

## Odznaczenia i nagrody
- 6 krotnie nagrodzona nagrodą Rektora Uniwersytetu Łódzkiego za pracę naukową, dydaktyczna, wychowawczą i organizacyjną;
- indywidualna nagroda MEN 3 stopnia (1983);
- Nagroda Prezydenta Miasta Łodzi (1983)
- Honorowa Odznaka Miasta Łodzi (1988);
- zespołowa nagroda MEN 2 stopnia (1990);
- Medal KEN (2000);
- Nagroda Prezydenta Miasta Łodzi (2002);
- Złota Odznaka Uniwersytetu Łódzkiego (2003);
- Nagroda „Złoty Exlibris” Wojewódzkiej i Miejskiej Biblioteki im. Marszałka J. Piłsudskiego w Łodzi (2007);
- Medal UŁ w Służbie Społeczeństwu i Nauce (2009);
- Nagroda Naukowa Prezydenta Miasta Łodzi (2010),
- Złoty Medal za Długoletnią Służbę (2011)[2].

## Wybrane publikacje
- Samorząd łódzki wobec problemów kultury w latach 1919-1939, Łódź: UŁ 1985.
- Polski ruch socjalistyczny w Łodzi w latach 1927-1939, Łódź: Wydaw. Uniwersytetu Łódzkiego 2001.
- Konstantynów Łódzki: dzieje miasta, pod red. Marii Nartonowicz-Kot, Łódź: Oddział Łódzki Polskiego Towarzystwa Historycznego 2006.
- W służbie historii i społeczeństwa: dzieje Oddziału Łódzkiego Polskiego Towarzystwa Historycznego 1927-2007, pod red. Alicji Szymczak i Marii Nartonowicz-Kot, Łódź: Polskie Towarzystwo Historyczne. Oddział 2007.
- Głowno : dzieje miasta, pod red. Marii Nartonowicz-Kot, Łódź: Polskie Towarzystwo Historyczne. Oddział Głowno - Urząd Miejski 2010.
- (współautor) Historia Tomaszowskiej Fabryki Sztucznego Jedwabiu: w stulecie powstania: materiały z sesji naukowej, Tomaszów Mazowiecki: Muzeum im. Antoniego hr. Ostrowskiego 2011.
- (współautorzy: Karol Jadczyk, Jarosław Kita, Powstanie styczniowe w Łodzi i regionie: studia i materiały, Łódź: Księży Młyn Dom Wydawniczy Michał Koliński - Instytut Historii Uniwersytetu Łódzkiego 2014.